# Sport Comércio e Salgueiros
Maillots
Le SC Salgueiros est un club de football portugais basé à Porto. Le club évolue pour la saison 2020-2021 en Campeonato de Portugal.
Le club passe 24 saisons en première division portugaise. La dernière apparition du SC Salgueiros en 1re division portugaise remonte à la saison 2001-2002.

## Généralités
Le Sport Comércio e Salgueiros est un club au statut particulier déclaré d'utilité publique au Portugal (en 1982), titulaire du titre de commandeur de l'ordre de l'infante (haute distinction portugaise), de la médaille d'or de la ville de Porto ainsi que de la médaille du mérite sportif.
Ce club est créé le 8 décembre 1911 et vise le développement du sport au Portugal. Il a pour objectif de promouvoir l'activité sportive de ses associés, de développer l'activité sportive en lui donnant les moyens appropriés pour ce faire, et organiser des actions sociales en ce sens.
Ce club est ouvert à toute personne sans distinction de religion, de race, de nationalité et offre la possibilité de s'associer à cette mission universelle par la possibilité d'être "socios" du club. Les "socios" sont des titulaires de droit pour pratiquer les sports proposés par le club, le représenter bénévolement, financièrement, ce en l'échange d'un droit d'adhésion à hauteur de 15 euros par an.
Ce club indique dans ses statuts que lorsqu'on devient membre "socios" du SC Salgueiros, ce lien est pour la vie, qu'il ne peut être rompu et que ses membres doivent honorer de par leur acte le club et ses statuts.

## Histoire
Le SC Salgueiros est fondé le 8 décembre 1911.
Un groupe d'amis (João Da Silva Almeida, Antenor, Anibel Jacinto), après avoir assisté au derby SL Benfica-FC Porto décident de constituer un club de football : un rêve de mômes prend forme sous un réverbère ou l'on discute des modalités de constitution de ce nouveau club de football.
Le club devient officiel avec les premières rencontres mais il faut trouver de l'argent pour acheter un équipement complet. Nous sommes proche de Noël en cette année 1911 et les mômes décident d'organiser un groupe de Bonnes fêtes de Noël chargé de chanter en chorale sous les fenêtres des voisins, tout en n'oubliant pas de tendre les casquettes à la fin de la représentation. Ils récoltent 2800 reis ce qui leur permet d'acheter le premier ballon de football du club.
Ils choisissent la couleur rouge pour se distinguer des rivaux de Porto et parce que le rouge est la couleur de l'Amour et de la Passion.
Le terrain est celui d'Arca d'Agua... terrain de labour plus que de football mais les prémices d'un avenir meilleur germent dans la tête de mômes qui voient leur rêve devenir réalité.
Dans les années 2000, la section football est dissoute. Il est refondé en 2008, sous le nom de Sport Clube Salgueiros 08.

Lors de sa première saison dans les ligues de district en 2008-09, l'équipe de football a commencé en deuxième division de Porto FA (le 7e niveau du football portugais), arrivant en tête de sa série et accédant à la finale qui a décidé de la promotion en première division de Porto FA. Salgueiros a réussi à remporter la finale et à accéder à la première division. Trois autres promotions en quatre saisons ont conduit Salgueiros des ligues régionales au Campeonato Nacional de Seniores (maintenant Campeonato de Portugal), le troisième niveau du football portugais, pour la saison 2013-14. À la fin de la saison 2014-15, le club a changé son nom pour Sport Club Salgueiros.
Le 8 décembre 2015, le club a annoncé qu'il avait récupéré les droits du Sport Comércio e Salgueiros d'origine et reviendrait à son ancien nom et blason.

## Palmarès
- Championnat du Portugal D2 (2)
  - Champion en 1956-1957 et 1989-1990
- Tournoi de Macao (1)
  - Vainqueur : 1998

## Dates clés
- 1911 : Fondation du club sous le nom de Sport Comércio e Salgueiros
- 1943 : Le club participe pour la 1re fois de son histoire au championnat de 1re division
- 1952 : Le club atteint les quarts de finale de la Coupe du Portugal, ce qui constitue la meilleure performance de son histoire
- 1991 : Le club termine 5e du championnat de 1re division, ce qui constitue le meilleur classement de son histoire. Le club participe ainsi à la Coupe de l'UEFA.
- 2005 : Dissolution du club
- 2008 : Refondation du club sous le nom de Sport Clube Salgueiros 08

## Joueurs clés
- Meilleur buteur de l'histoire du club :  Abilio (40 buts)
- Meilleur passeur de l'histoire du club : Pedro Reis (340 matchs)
- Deco

## Bilan saison par saison
|           | I   | II  | III | IV  | V   | VI  | VII | Points | Journées | V   | N   | D   | B.M. | B.P. | Diff. |
| 1943-1944 | 10  |     |     |     |     |     |     | 3 pts  | 18       | 1   | 1   | 16  | 23   | 84   | -61   |
| 1944-1945 | 10  |     |     |     |     |     |     | 5 pts  | 18       | 2   | 1   | 15  | 30   | 110  | -80   |
| ...       | ... | ... | ... | ... | ... | ... | ... | ...    | ...      | ... | ... | ... | ...  | ...  | ...   |
| 1951-1952 | 14  |     |     |     |     |     |     | 17 pts | 26       | 8   | 1   | 17  | 33   | 91   | -58   |
| ...       | ... | ... | ... | ... | ... | ... | ... | ...    | ...      | ... | ... | ... | ...  | ...  | ...   |
| 1957-1958 | 13  |     |     |     |     |     |     | 16 pts | 26       | 7   | 2   | 17  | 45   | 65   | -20   |
| ...       | ... | ... | ... | ... | ... | ... | ... | ...    | ...      | ... | ... | ... | ...  | ...  | ...   |
| 1960-1961 | 12  |     |     |     |     |     |     | 20 pts | 26       | 8   | 4   | 14  | 34   | 64   | -30   |
| 1961-1962 | 14  |     |     |     |     |     |     | 7 pts  | 26       | 2   | 3   | 21  | 17   | 87   | -70   |
| ...       | ... | ... | ... | ... | ... | ... | ... | ...    | ...      | ... | ... | ... | ...  | ...  | ...   |
| 1969-1970 |     | 4   |     |     |     |     |     | 31 pts | 26       | 12  | 7   | 7   | 50   | 32   | +22   |
| ...       | ... | ... | ... | ... | ... | ... | ... | ...    | ...      | ... | ... | ... | ...  | ...  | ...   |
| 1982-1983 | 10  |     |     |     |     |     |     | 27 pts | 30       | 9   | 9   | 12  | 26   | 36   | -10   |
| 1983-1984 | 11  |     |     |     |     |     |     | 21 pts | 30       | 6   | 9   | 15  | 23   | 41   | -18   |
| 1984-1985 | 12  |     |     |     |     |     |     | 23 pts | 30       | 8   | 7   | 15  | 40   | 56   | -16   |
| 1985-1986 | 11  |     |     |     |     |     |     | 25 pts | 30       | 9   | 7   | 14  | 21   | 37   | -16   |
| 1986-1987 | 14  |     |     |     |     |     |     | 24 pts | 30       | 6   | 12  | 12  | 22   | 40   | -18   |
| 1987-1988 | 19  |     |     |     |     |     |     | 25 pts | 38       | 6   | 13  | 19  | 31   | 62   | -31   |
| ...       | ... | ... | ... | ... | ... | ... | ... | ...    | ...      | ... | ... | ... | ...  | ...  | ...   |
| 1989-1990 |     | 1   |     |     |     |     |     | 51 pts | 34       | 22  | 7   | 5   | 82   | 24   | +58   |
| 1990-1991 | 5   |     |     |     |     |     |     | 36 pts | 38       | 12  | 12  | 14  | 32   | 48   | -16   |
| 1991-1992 | 15  |     |     |     |     |     |     | 28 pts | 34       | 7   | 14  | 13  | 27   | 35   | -8    |
| 1992-1993 | 15  |     |     |     |     |     |     | 29 pts | 34       | 10  | 9   | 15  | 28   | 44   | -16   |
| 1993-1994 | 11  |     |     |     |     |     |     | 31 pts | 34       | 14  | 3   | 17  | 48   | 56   | -8    |
| 1994-1995 | 11  |     |     |     |     |     |     | 29 pts | 34       | 11  | 7   | 16  | 43   | 50   | -7    |
| 1995-1996 | 12  |     |     |     |     |     |     | 36 pts | 34       | 7   | 15  | 12  | 39   | 49   | -10   |
| 1996-1997 | 6   |     |     |     |     |     |     | 52 pts | 34       | 14  | 10  | 10  | 49   | 48   | +1    |
| 1997-1998 | 8   |     |     |     |     |     |     | 49 pts | 34       | 13  | 10  | 11  | 48   | 44   | +4    |
| 1998-1999 | 12  |     |     |     |     |     |     | 38 pts | 34       | 7   | 17  | 10  | 45   | 55   | -10   |
| 1999-2000 | 15  |     |     |     |     |     |     | 34 pts | 34       | 9   | 7   | 18  | 30   | 49   | -19   |
| 2000-2001 | 10  |     |     |     |     |     |     | 43 pts | 34       | 13  | 4   | 17  | 41   | 55   | -14   |
| 2001-2002 | 16  |     |     |     |     |     |     | 30 pts | 34       | 8   | 6   | 20  | 29   | 71   | -42   |
| 2002-2003 |     | 10  |     |     |     |     |     | 46 pts | 34       | 12  | 10  | 12  | 39   | 47   | -8    |
| 2003-2004 |     | 6   |     |     |     |     |     | 47 pts | 34       | 13  | 8   | 13  | 47   | 46   | +1    |
| 2004-2005 |     |     | 20  |     |     |     |     | 5 pts  | 38       | 1   | 2   | 35  | 19   | 128  | -109  |
| ...       | ... | ... | ... | ... | ... | ... | ... | ...    | ...      | ... | ... | ... | ...  | ...  |       |
| 2008-2009 |     |     |     |     |     |     | 1   | 63 pts | 28       | 19  | 6   | 3   | 77   | 23   | +54   |
| 2009-2010 |     |     |     |     |     | 2   |     | 64 pts | 32       | 18  | 10  | 4   | 59   | 35   | +24   |
| 2010-2011 |     |     |     |     | 7   |     |     | 51 pts | 34       | 14  | 9   | 11  | 56   | 42   | +14   |
| 2011-2012 |     |     |     |     | 2   |     |     | 71 pts | 34       | 21  | 8   | 5   | 68   | 31   | +37   |
| 2012-2013 |     |     |     | 2   |     |     |     | ...    | ...      | ... | ... | ... | ...  | ...  | ...   |
| 2013-2014 |     |     | 1   |     |     |     |     | ...    | ...      | ... | ... | ... | ...  | ...  | ...   |
| 2014-2015 |     |     | 6   |     |     |     |     | ...    | ...      | ... | ... | ... | ...  | ...  | ...   |
| 2015-2016 |     |     | 1   |     |     |     |     | ...    | ...      | ... | ... | ... | ...  | ...  | ...   |
| 2016-2017 |     |     | 3   |     |     |     |     | ...    | ...      | ... | ... | ... | ...  | ...  | ...   |
| 2017-2018 |     |     | 3   |     |     |     |     | ...    | ...      | ... | ... | ... | ...  | ...  | ...   |
| 2018-2019 |     |     |     | 5   |     |     |     | ...    | ...      | ... | ... | ... | ...  | ...  | ...   |

## Sections du club
- Football
- Water Polo
- Handball
- Athlétisme
- Bodyboard, surf, longboard (Manuel Centeno, Champion du monde de Bodyboard en 2003)